# Enrique de Rivas
Pour les articles homonymes, voir Rivas.
Enrique de Rivas Ibáñez, né à Madrid en 1931 et mort à Mexico le 3 janvier 2021 est un poète espagnol exilé avec sa famille durant la dictature franquiste.

## Biographie
Fils du célèbre metteur en scène Cipriano Rivas Cherif, il est le neveu de Manuel Azaña, président de la Deuxième République espagnole.
Pendant la Guerre civile espagnole, la famille se réfugie en Suisse et en France. Son père est arrêté en 1940 par la Gestapo à Pyla-sur-Mer et livré aux autorités franquistes.
Le jeune Enrique s'exile au Mexique avec sa tante, première dame de l'Espagne désormais veuve, Dolores Rivas Cherif.
Il reçoit en Amérique une solide formation universitaire, à l'Université nationale autonome du Mexique (UNAM), à Porto Rico et à Berkeley, en Californie. À partir de 1956, il est professeur au Mexico City College.
Dans les années 60, il s'établit à Rome, où il travaille comme fonctionnaire de la FAO jusqu'à sa retraite. Il rencontre dans cette ville la philosophe María Zambrano, exilée elle aussi.
Il poursuit dans sa carrière une intense œuvre littéraire, dont son autobiographie Lorsque finira la guerre, sur son destin bouleversé par la guerre et l’exil.
Il meurt à l'âge de 89 ans à Mexico, demeurant l'une des dernières personnalités de l'exil républicain espagnol au Mexique.

### Ouvrages
- Enrique de Rivas, Lorsque finira la guerre, Riveneuve, 2013, 230 p. (ISBN 978-2360131518)

### Recueils de poèmes
- - Primeros poemas (1949)
  - En la herencia del día (1966)
  - Tiempo ilícito (1981)
  - Como quien lava con luz las cosas (1984)
  - El espejo y su sombra (1985)
  - Fastos romanos (1994)
  - Epifanías romanas (2006)
  - En el umbral del tiempo (2013)